# Міян-Дех
Міян-Дех (перс. ميان ده) — село в Ірані, у дегестані Ларіджан-е Софла, у бахші Ларіджан, шагрестані Амоль остану Мазендеран. У переписі 2006 року вказане як окремий населений пункт, але без відомостей про чисельність населення.

## Клімат
Середня річна температура становить 12,62 °C, середня максимальна – 32,68 °C, а середня мінімальна – -10,02 °C. Середня річна кількість опадів – 321 мм.
| Клімат поселення                              | Клімат поселення | Клімат поселення | Клімат поселення | Клімат поселення | Клімат поселення | Клімат поселення | Клімат поселення | Клімат поселення | Клімат поселення | Клімат поселення | Клімат поселення | Клімат поселення | Клімат поселення |
| Показник                                      | Січ.             | Лют.             | Бер.             | Квіт.            | Трав.            | Черв.            | Лип.             | Серп.            | Вер.             | Жовт.            | Лист.            | Груд.            |                  |
| Середній максимум, °C                         | 10,32            | 11,24            | 15,38            | 20,56            | 23,96            | 31,79            | 32,68            | 32,28            | 27,96            | 21,25            | 15,12            | 9,56             |                  |
| Середня температура, °C                       | 0,14             | 1,07             | 5,21             | 10,39            | 13,81            | 21,62            | 26,08            | 25,68            | 21,35            | 14,65            | 8,51             | 2,94             |                  |
| Середній мінімум, °C                          | −10,02           | −9,11            | −4,96            | 0,21             | 3,64             | 11,46            | 19,47            | 19,06            | 14,73            | 8,04             | 1,88             | −3,65            |                  |
| Норма опадів, мм                              | 53               | 39               | 57               | 44               | 38               | 9                | 0                | 0                | 1                | 7                | 29               | 44               |                  |
| Середньомісячна швидкість вітру, м/с          | 2.12             | 2.08             | 2.94             | 2.93             | 2.67             | 2.70             | 2.81             | 2.58             | 2.35             | 2.19             | 1.96             | 1.40             |                  |
| Середньомісячна сонячна радіація, кДж/м²·день | 8838             | 12084            | 14679            | 18039            | 22395            | 27080            | 26171            | 24133            | 21032            | 15460            | 10894            | 8909             |                  |
| --------------------------------------------- | ---------------- | ---------------- | ---------------- | ---------------- | ---------------- | ---------------- | ---------------- | ---------------- | ---------------- | ---------------- | ---------------- | ---------------- | ---------------- |
| Джерело:                                      |                  |                  |                  |                  |                  |                  |                  |                  |                  |                  |                  |                  |                  |